# Crime de pensamento
No romance distópico 1984 de George Orwell, o governo tenta controlar não apenas as falas e ações, mas também os pensamentos de seus cidadãos, rotulando os pensamentos desaprovados pelo termo crime de pensamento (thoughtcrime) ou, em novilíngua, "pensar criminoso" (crimethink), também traduzido como crimideia ou crimepensar.
No livro, Winston Smith, a personagem principal, escreve em seu diário: “Crime de pensamento não acarreta morte: crime de pensamento é morte” ("Thoughtcrime does not entail death: thoughtcrime is death").

## Polícia do Pensamento
A Polícia do Pensamento (thinkpol em Novilíngua) é a polícia secreta do romance “1984” cuja função é descobrir e punir o crime de pensamento. A polícia do pensamento usa psicologia e vigilância para encontrar e eliminar membros da sociedade que são capazes de meramente pensar em desafiar a autoridade governante.
A Polícia do Pensamento de Orwell e a sua perseguição do crime de pensamento  estavam baseados nos métodos utilizados pelos estados totalitários e as ideologias em competição no século XX, elencadas por Orwell em seu texto “Notes on Nationalism” (ele cita em tal texto como exemplos o comunismo totalitário, o catolicismo político, o sionismo, o antissemitismo, o trotskismo e o pacifismo). Isso também tinha muito a ver com aquilo que Orwell chamava de “poder de encarar fatos desagradáveis” (algo no mesmo sentido em que colocado no trecho mais famoso da decisão do caso Handyside contra Reino Unido), e sua intenção de criticar ideias prevalecentes que o colocaram em conflito com suas "pequenas ortodoxias fedorentas". Embora Orwell se descrevesse como um socialista democrático, muitos outros socialistas (especialmente aqueles que apoiavam o ramo comunista do socialismo) entenderam que a sua crítica a União Soviética dirigida por Stalin prejudicou a causa socialista.
O termo "Polícia do Pensamento", por extensão, passou a se referir à imposição clara ou inferida de correção ideológica em qualquer contexto moderno ou histórico.

## Tecnologia e crime de pensamento
A tecnologia desempenhou um papel significante na detecção do crime de pensamento em 1984;— com as onipresentes teletelas que informavam o governo, desinformavam e monitoravam a população.

## Leitura mais avançada
- Kretzmer, David and Kershman, Hazan Francine (Eds.) (2000) "Freedom of Speech and Incitement Against Democracy". Kluwer Law International, The Hague, Netherlands. ISBN 90-411-1341-X